# Eduardo Sousa
Eduardo Filipe Sousa Veiga, meglio noto come Eduardo Sousa (Mirandela, 19 agosto 1996), è un giocatore di calcio a 5 portoghese, campione europeo con la nazionale portoghese nel 2022.

## Carriera

### Club
Nato in Portogallo ma trasferitosi nei Paesi Baschi all'età di 12 anni, Sousa ha sempre giocato nel campionato spagnolo di calcio a 5. Dopo gli inizi con il modesto Zierbena, nel giugno del 2017 si trasferisce allo Xota con cui debutta in Primera División. Due anni più tardi viene acquistato dal Valdepeñas, risultando tra i protagonisti del sorprendente percorso nei play-off scudetto. Al termine della medesima stagione viene premiato come "miglior portiere" della Primera División. Dopo quattro stagioni nei manceghi, nel giugno del 2023 Sousa si accasa all'ElPozo Murcia.

### Nazionale
Sousa ha debuttato nella nazionale portoghese il 3 dicembre 2019 durante un incontro amichevole vinto per 2-1 contro la Francia. Inserito nella lista dei convocati per la Coppa del Mondo 2021, è costretto a rinunciarvi poiché risultato positivo al COVID-19; al suo posto è stato chiamato André Sousa. Quattro mesi più tardi si verifica la medesima circostanza: la positività al nuovo coronavirus preclude la partecipazione di Sousa al campionato europeo. L'infortunio del suo sostituto, l'esperto Bebé, dopo la prima partita del torneo, permette il reintegro del portiere, guarito nel frattempo dall'infezione.

## Palmarès

### Nazionale
- Campionato d'Europa: 1
Paesi Bassi 2022